# Стрибки у воду на Чемпіонаті світу з водних видів спорту 1994
Змагання зі стрибків у воду на Чемпіонаті світу з водних видів спорту 1994 відбулися в Італійському форумі в Римі (Італія).

## Таблиця медалей
| Місце               | Країна              | Золото | Срібло | Бронза | Загалом |
| ------------------- | ------------------- | ------ | ------ | ------ | ------- |
| 1                   | КНР (CHN)           | 4      | 4      | 1      | 9       |
| 2                   | Росія (RUS)         | 1      | 2      | 1      | 4       |
| 3                   | Зімбабве (ZIM)      | 1      | 0      | 0      | 1       |
| 4                   | Канада (CAN)        | 0      | 0      | 1      | 1       |
| 4                   | Мексика (MEX)       | 0      | 0      | 1      | 1       |
| 4                   | Німеччина (GER)     | 0      | 0      | 1      | 1       |
| 4                   | США (USA)           | 0      | 0      | 1      | 1       |
| Загалом (7 збірних) | Загалом (7 збірних) | 6      | 6      | 6      | 18      |

## Медальний залік

### Чоловіки
| Дисципліна    | Золото                     | Срібло                     | Бронза                           |
| Трамплін, 1 м | Еван Стюарт (ZIM) 382.14   | Лань Вей (CHN) 375.96      | Браян Ерлі (USA) 361.59          |
| Трамплін, 3 м | Юй Чжочен (CHN) 655.44     | Дмитро Саутін (RUS) 646.59 | Ван Тяньлін (CHN) 638.22         |
| Вишка, 10 м   | Дмитро Саутін (RUS) 634.71 | Сунь Шувей (CHN) 630.03    | Володимир Тимошинін (RUS) 607.32 |

### Жінки
| Дисципліна    | Золото                  | Срібло                   | Бронза                          |
| Трамплін, 1 м | Чень Ліся (CHN) 279.30  | Тань Шупін (CHN) 276.00  | Анні Пеллетьє (CAN) 273.84      |
| Трамплін, 3 м | Тань Шупін (CHN) 548.49 | Віра Ільїна (RUS) 498.60 | Клаудія Бекнер (GER) 480.15     |
| Вишка, 10 м   | Фу Мінся (CHN) 434.04   | Чі Бінь (CHN) 420.24     | Марія Хосе Алькала (MEX) 396.48 |